# Keolis Agen
Keolis Agen est la société qui gère depuis le 1er janvier 2006 le réseau de transports en commun Tempo qui dessert le périmètre des transports urbains de l'Agglomération d'Agen. Keolis Agen a obtenu le renouvellement du contrat au 1er septembre 2012 pour une durée de 6 ans, jusqu'au 31 août 2018.
Le réseau de bus, restructuré le 30 mars 2013, est formé de 9 lignes urbaines (1-2-3-4-5-6-7-9-10), 5 navettes, 7 lignes périurbaines et de deux services de transport à la demande.